# Ingrid Krämer
Ingrid Krämer (más tarde Engel-Krämer, después Gulbin, nacida el 29 de julio de 1943 en Dresde) es una clavadista alemana y campeona olímpica.

## Biografía

### Carrera deportiva
Krämer compitió en los Juegos Olímpicos de Roma 1960 y Tokio 1964 para el Equipo Alemán Unificado. Ganó medallas de oro en los eventos de salto desde trampolín y plataforma en 1960. Fue la portadora de la bandera de Alemania en los Juegos de 1964, donde compitió con el nombre de Engel-Krämer y ganó una medalla de oro en trampolín y una medalla de plata en el salto de plataforma. Cuatro años más tarde, en los Juegos de México 1968 compitió para Alemania Oriental y utilizando el nombre Gulbin. Allí terminó quinta en la competición de trampolín a tres metros.
Terminó cuarta en el evento de trampolín y el octava en el de plataforma en el Campeonato Europeo de Natación de 1958, en Budapest y ganó los dos eventos en 1962 en Leipzig.
Se retiró después de los Juegos Olímpicos de 1968 para convertirse en entrenadora de saltos, formando a atletas como Martina Jäschke, Beate Jahn, Jan Hempel, Michael Kühne, Heiko Meyer y Annett Gamm. Perdió su trabajo después de la reunificación de Alemania y trabajó luego como empleada bancaria.
Fue elegida personalidad deportiva del año en 1960, 1962, 1963 y 1964 en Alemania Oriental. En 1960, también fue elegida personalidad deportiva del año en Alemania Occidental, convirtiéndose en la única persona en ganar el premio en ambas partes de Alemania.
Fue incluida en el International Swimming Hall of Fame en Fort Lauderdale, Estados Unidos, en 1975.

### Vida personal
En noviembre de 1963 se casó con Hein Engel, un levantador de pesas alemán y entrenador, y en los Juegos Olímpicos de 1964 compitió como Engel-Krämer.

## Palmarés internacional
| Juegos Olímpicos               | Juegos Olímpicos                         | Juegos Olímpicos | Juegos Olímpicos       |
| Año                            | Lugar                                    | Medalla          | Categoría              |
| ------------------------------ | ---------------------------------------- | ---------------- | ---------------------- |
| 1960                           | Roma ( Italia)                           | Medalla de oro   | Trampolín              |
| 1960                           | Roma ( Italia)                           | Medalla de oro   | Plataforma             |
| 1964                           | Tokio ( Japón)                           | Medalla de oro   | Trampolín              |
| 1964                           | Tokio ( Japón)                           | Medalla de plata | Plataforma             |
| Campeonato Europeo de Natación |                                          |                  |                        |
| Año                            | Lugar                                    | Medalla          | Categoría              |
| 1962                           | Leipzig ( República Democrática Alemana) | Medalla de oro   | Trampolín a 3 metros   |
| 1962                           | Leipzig ( República Democrática Alemana) | Medalla de oro   | Plataforma a 10 metros |